# Drassyllus borlynensis
Espèce
Drassyllus borlynensis est une espèce d'araignées aranéomorphes de la famille des Gnaphosidae.

## Répartition
Cette espèce est endémique de l'oblast d'Orenbourg en Russie,. Elle se rencontre dans le raïon de Bielaïevka.

## Description
Le mâle holotype mesure 3,7 mm.

## Systématique et taxinomie
Cette espèce a été décrite par Esyunin, Vlasov et Ustinova en 2024.

## Étymologie
Son nom d'espèce, composé de borlyn et du suffixe latin -ensis, « qui vit dans, qui habite », lui a été donné en référence au lieu de sa découverte, la steppe de Bourtine.

## Publication originale
- Esyunin, Vlasov & Ustinova, 2024 : « Two new spider species (Aranei) from the Cis-Urals steppe, Russia. » Zoologicheskiĭ Zhurnal, vol. 103, no 8, p. 51-58.